# Grosmannia
Grosmannia — рід грибів родини Ophiostomataceae. Назва вперше опублікована 1936 року.
Гриб Grosmannia clavigera знаходиться у симбіозі з жуками лубоїдами сосни гірської (Dendroctonus ponderosae). Сосна виділяє отруйну для жуків смолу, проте гриб уміє руйнувати токсини й навіть використовувати їх як їжу. Гриб переносять жуки на своїх щелепах. Завдяки цьому симбіозу епідемія жуків, значно пошкодила більшість лісів у Британській Колумбії.